# Panagia Chryseleousa (Lysos)

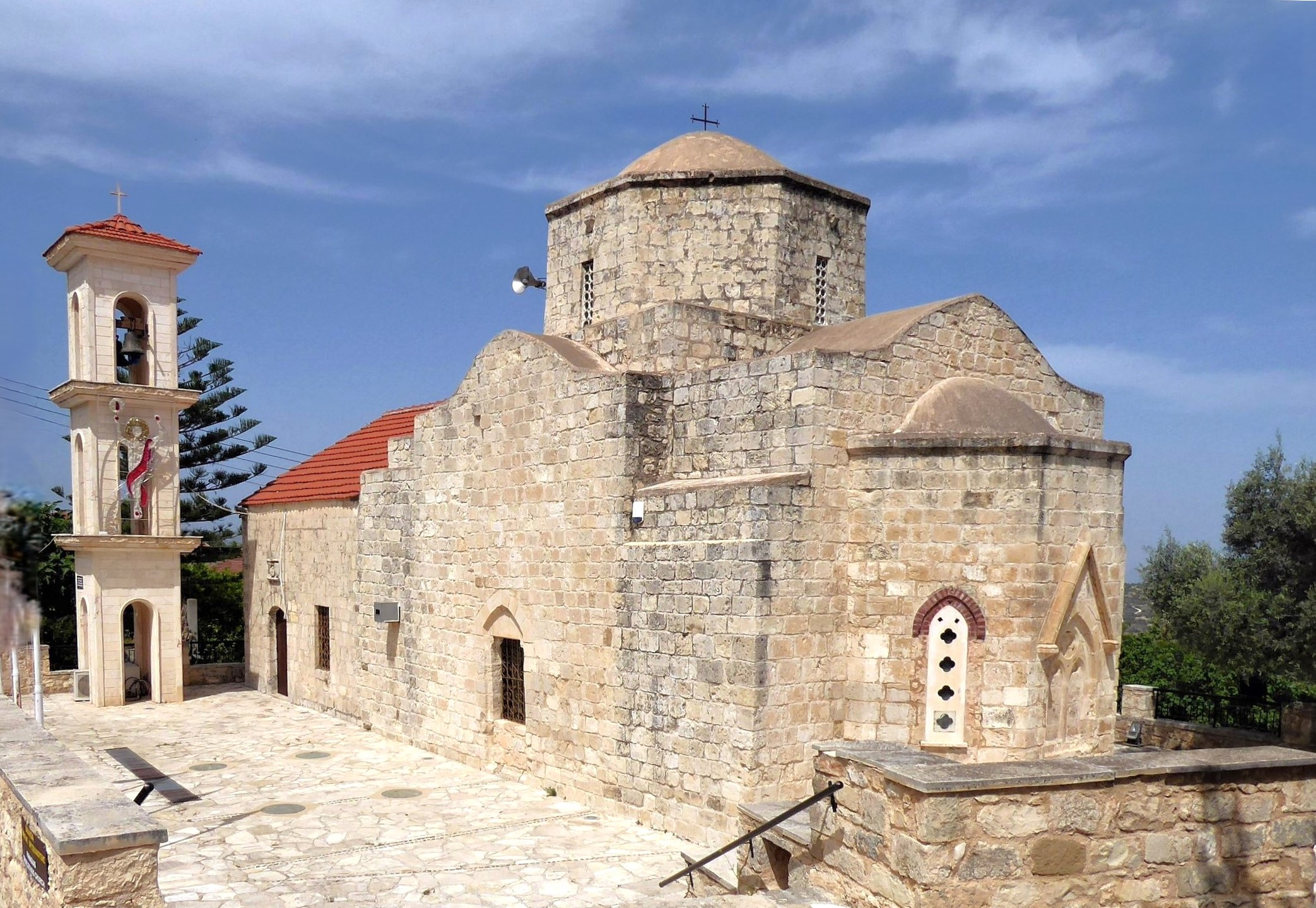
Die Panagia Chryseleousa

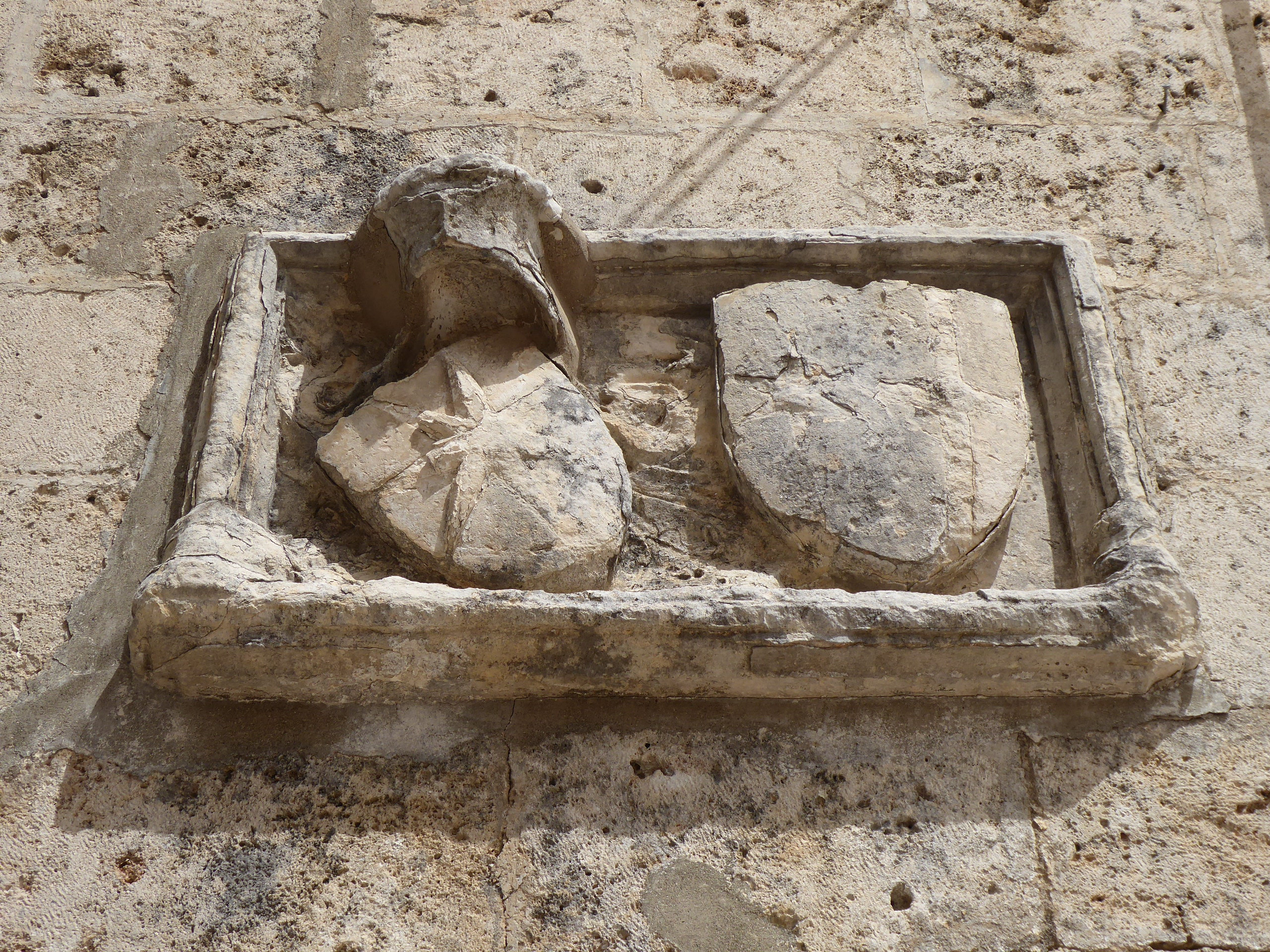
Fränkische Wappen über dem Südportal

Die Panagia Chryseleousa (griechisch Παναγία Χρυσελεούσα) ist ein Kirchengebäude der zyprisch-orthodoxen Kirche in Lysos (Bezirk Paphos) auf Zypern. 

## Geschichte
Die Panagia Chryseleousa  wurde im 15. Jahrhundert unter der Kreuzfahrerherrschaft des fränkischen Hauses Lusignan im byzantinischen Stil, aber unter Einbeziehung gotischer Architekturelemente  errichtet. Vermutlich diente die Kirche zunächst nur den Bedürfnissen fränkischer Lehnsherren unter dem lateinischen Ritus. Die einschiffige Kirche mit angedeutetem Querhaus mit einer zentralen Vierungskuppel schließt  im Gegensatz zur älteren byzantinischen Architektur Zyperns nicht mit einer Halbkreisapsis, sondern mit einem dreiseitigen Chor, der ein feines gotisches Maßwerkfenster im Osten besitzt. Einen ähnlichen Chorschluss zeigt die fränkische Klosterkirche Panagia Stazousa im Osten der Insel. Über den südlichen und nördliche Portalen der Panagia Chryseleousa befinden sich fränkische Wappenschilder der Familien Gourry und Neville sowie auf der Nordseite ein gotisches Maßwerkfries, vermutlich als Spolie neu eingebaut.
Zu Beginn des 20. Jahrhunderts wurde die Westwand der Kirche niedergelegt und dem Gotteshaus ein Erweiterungsbau vorgesetzt.